# ウーゴ・ヴィエイラ
ウーゴ・ヴィエイラ（ポルトガル語: Hugo Vieira）ことウーゴ・フィリペ・ダ・コスタ・オリヴェイラ（ポルトガル語: Hugo Filipe da Costa Oliveira、1988年7月25日 - ）は、ポルトガルの元サッカー選手。ポジションはフォワード。

## 来歴
幼少期はGKを務めていたが、俊敏性を評価され後にFWに転向。2006年にポルトガルのサンタ・マリアでプロとしてのキャリアをスタートさせ、国内外のクラブを渡り歩いた。2015年にセルビアのレッドスター・ベオグラードに加入し、得点ランク2位となる20ゴールを挙げ、チームのリーグ優勝に貢献。セルビア・スーペルリーガMVPも受賞した。
2017年1月7日、横浜F・マリノスへの移籍加入が発表された。中国のクラブからもオファーがあったが、それを断りマリノスを選択した。2月25日、2017シーズン開幕となった浦和レッズ戦にて後半にコーナーキックをニアで合わせ、Jリーグ初ゴールを記録した。この試合後のインタビューでは既に日本の文化や食生活に順応し、満足していると語っている。一方で夏場には富樫敬真の台頭もあり出番が減少。移籍を示唆するなどフラストレーションを溜めていた時期もあった。9月20日、天皇杯4回戦の広島戦にて来日初のハットトリックを記録。クロスを上げるとフェイクをかけてサイドネットに突き刺した3ゴール目は話題となり、母国ポルトガルでもその活躍が報じられた。
2018年3月31日、第5節の清水戦では3試合連続得点を決めた。4月21日、第9節の湘南戦ではハットトリックを決めた。10月14日、ルヴァンカップ準決勝の鹿島戦では第1戦と第2戦の両試合で得点を決めて決勝進出に貢献した。12月1日、Jリーグ最終節のC大阪戦後、ロッカールームに戻った後に続いたサポーターのコールに応え再びゴール裏に姿を見せた。鳴り響くコールに対して、涙を流しながら手を振りサポーターへの感謝を示した。この一連の出来事に対して「感動的でした。F・マリノスは、ここにいて気持ちがいい、居心地のいいチームです。F・マリノスに来てからの2年間はポジティブなことしか思い浮かばないですし、私にとって宝物です。」とマリノスとサポーターに対する想いを述べた。12月10日、マリノスとの契約満了が発表された。マリノス退団に際し、「長くプレーしたいと思えたチームを離れるのは辛いことですが、たくさんの素晴らしい思い出を持ち帰ります。 ファン・サポーターの皆さん、チームメイト、クラブスタッフの皆さん、今まで本当にありがとうございました。 これからは、いちサポーターとしてマリノスを応援します。一度トリコロールの仲間になった私は永遠にトリコロールの一員です！」というコメントを寄せた。
2019年1月、トルコのスィヴァススポルへ移籍したが、加入後間もなく左膝を負傷し出場機会はなかった。2019-2020シーズンもリーグ戦での出場機会はなく、カップ戦3試合1ゴールにとどまり、2020年1月24日、双方合意の下で契約を解除し、退団した。
2020年1月28日、6季ぶりの復帰となるジル・ヴィセンテへの加入が発表された。加入当初は機会を得ていたが、シーズン終了後に監督が代わると構想外となり、10月6日、双方合意の上でジル・ヴィセンテとの契約を解除し退団。29日、北海道コンサドーレ札幌への加入が発表された。
札幌ではリーグ終盤3試合に出場するも、12月21日にシーズン終了をもって契約満了となり退団することが発表された。
2021年7月7日、ルーマニアのウニヴェルシタテア・クラヨーヴァ加入が発表されたが、2022年1月7日、クラブ側の不手際により退団した。
2022年1月31日、マルタのヒバーニアンズへの加入が発表された。
2023年7月26日、ポルトガルのサンタ・マリアに復帰した。

## 人物
マリノスでGKコーチを務める松永成立は、GK目線でヴィエイラを「ゴールへの意識が強く、緊迫した場面でも冷静でいられる。GKのタイミングをずらす術に長けたイヤな選手」と評し、そのような選手の例としてラモン・ディアスを挙げている。
ゴール後、左腕にキスをするのは、病死した前妻に捧げるパフォーマンスである。
2017年3月29日、第一子となる女児が誕生。2020年9月には男児が誕生している。

## 個人成績
| 国内大会個人成績 | 国内大会個人成績           | 国内大会個人成績 | 国内大会個人成績        | 国内大会個人成績 | 国内大会個人成績 | 国内大会個人成績 | 国内大会個人成績 | 国内大会個人成績 | 国内大会個人成績 | 国内大会個人成績 | 国内大会個人成績 |
| 年度             | クラブ                     | 背番号           | リーグ                  | リーグ戦         | リーグ戦         | リーグ杯         | リーグ杯         | オープン杯       | オープン杯       | 期間通算         | 期間通算         |
| 年度             | クラブ                     | 背番号           | リーグ                  | 出場             | 得点             | 出場             | 得点             | 出場             | 得点             | 出場             | 得点             |
| ポルトガル       | ポルトガル                 | ポルトガル       | ポルトガル              | リーグ戦         | リーグ戦         | リーグ杯         | リーグ杯         | ポルトガル杯     | ポルトガル杯     | 期間通算         | 期間通算         |
| ---------------- | -------------------------- | ---------------- | ----------------------- | ---------------- | ---------------- | ---------------- | ---------------- | ---------------- | ---------------- | ---------------- | ---------------- |
| 2005-06          | サンタ・マリア             |                  | ブラガFAオンラ・セリエA | 15               | 7                | -                | -                | —                | —                | 15               | 7                |
| フランス         | フランス                   | フランス         | フランス                | リーグ戦         | リーグ戦         | F・リーグ杯      | F・リーグ杯      | フランス杯       | フランス杯       | 期間通算         | 期間通算         |
| 2006-07          | ボルドーB                  |                  | Div.4 グループC         | 20               | 4                | -                | -                | 0                | 0                | 20               | 4                |
| ポルトガル       | ポルトガル                 | ポルトガル       | ポルトガル              | リーグ戦         | リーグ戦         | リーグ杯         | リーグ杯         | ポルトガル杯     | ポルトガル杯     | 期間通算         | 期間通算         |
| 2007-08          | エストリル                 |                  | セグンダ                | 0                | 0                | 0                | 0                | 0                | 0                | 0                | 0                |
| 2007-08          | サンタ・マリア             |                  | ブラガFAオンラ・セリエA | 10               | 15               | -                | -                | -                | -                | 10               | 15               |
| 2008-09          | サンタ・マリア             |                  | ブラガFAオンラ・セリエA | 16               | 15               | -                | -                | -                | -                | 16               | 15               |
| 2009-10          | ジル・ヴィセンテ           |                  | セグンダ                | 11               | 3                | 2                | 0                | 1                | 0                | 14               | 3                |
| 2010-11          | ジル・ヴィセンテ           |                  | セグンダ                | 23               | 7                | 5                | 5                | 0                | 0                | 28               | 12               |
| 2011-12          | ジル・ヴィセンテ           |                  | プリメイラ              | 28               | 6                | 5                | 1                | 0                | 0                | 33               | 7                |
| 2012-13          | ベンフィカ                 |                  | プリメイラ              | 0                | 0                | -                | -                | -                | -                | 0                | 0                |
| スペイン         | スペイン                   | スペイン         | スペイン                | リーグ戦         | リーグ戦         | 国王杯           | 国王杯           | オープン杯       | オープン杯       | 期間通算         | 期間通算         |
| 2012-13          | スポルティング・ヒホン     |                  | セグンダ                | 2                | 0                | 2                | 0                | -                | -                | 4                | 0                |
| ポルトガル       | ポルトガル                 | ポルトガル       | ポルトガル              | リーグ戦         | リーグ戦         | リーグ杯         | リーグ杯         | ポルトガル杯     | ポルトガル杯     | 期間通算         | 期間通算         |
| 2012-13          | ジル・ヴィセンテ           |                  | プリメイラ              | 14               | 8                | 0                | 0                | 0                | 0                | 14               | 8                |
| 2013-14          | ベンフィカ                 |                  | プリメイラ              | 0                | 0                | -                | -                | -                | -                | 0                | 0                |
| 2013-14          | ブラガ                     |                  | プリメイラ              | 6                | 0                | 0                | 0                | 0                | 0                | 6                | 0                |
| 2013-14          | ブラガB                    |                  | セグンダ                | 1                | 0                | -                | -                | -                | -                | 1                | 0                |
| 2013-14          | ジル・ヴィセンテ           |                  | プリメイラ              | 14               | 3                | -                | -                | -                | -                | 14               | 3                |
| 2014-15          | ブラガ                     |                  | プリメイラ              | 0                | 0                | -                | -                | -                | -                | 0                | 0                |
| ロシア           | ロシア                     | ロシア           | ロシア                  | リーグ戦         | リーグ戦         | ロシア杯         | ロシア杯         | オープン杯       | オープン杯       | 期間通算         | 期間通算         |
| 2014-15          | トルペド・モスクワ         | 27               | プレミア                | 20               | 3                | 2                | 0                | -                | -                | 22               | 3                |
| セルビア         | セルビア                   | セルビア         | セルビア                | リーグ戦         | リーグ戦         | リーグ杯         | リーグ杯         | オープン杯       | オープン杯       | 期間通算         | 期間通算         |
| 2015-16          | レッドスター・ベオグラード | 70               | スーペル                | 33               | 20               | 2                | 0                | -                | -                | 35               | 20               |
| 2016-17          | レッドスター・ベオグラード | 70               | スーペル                | 10               | 7                | 1                | 1                | -                | -                | 11               | 8                |
| 日本             | 日本                       | 日本             | 日本                    | リーグ戦         | リーグ戦         | リーグ杯         | リーグ杯         | 天皇杯           | 天皇杯           | 期間通算         | 期間通算         |
| 2017             | 横浜FM                     | 7                | J1                      | 28               | 10               | 5                | 3                | 5                | 5                | 38               | 18               |
| 2018             | 横浜FM                     | 7                | J1                      | 31               | 13               | 10               | 5                | 3                | 4                | 44               | 22               |
| トルコ           | トルコ                     | トルコ           | トルコ                  | リーグ戦         | リーグ戦         | トルコ杯         | トルコ杯         | オープン杯       | オープン杯       | 期間通算         | 期間通算         |
| 2018-19          | スィヴァススポル           | 70               | スュペル・リグ          | 0                | 0                | 0                | 0                | -                | -                | 0                | 0                |
| 2019-20          | スィヴァススポル           | 10               | スュペル・リグ          | 0                | 0                | 3                | 1                | -                | -                | 3                | 1                |
| ポルトガル       | ポルトガル                 | ポルトガル       | ポルトガル              | リーグ戦         | リーグ戦         | リーグ杯         | リーグ杯         | ポルトガル杯     | ポルトガル杯     | 期間通算         | 期間通算         |
| 2019-20          | ジル・ヴィセンテ           | 10               | プリメイラ              |                  |                  |                  |                  |                  |                  |                  |                  |
| 日本             | 日本                       | 日本             | 日本                    | リーグ戦         | リーグ戦         | リーグ杯         | リーグ杯         | 天皇杯           | 天皇杯           | 期間通算         | 期間通算         |
| 2020             | 札幌                       | 9                | J1                      | 3                | 0                | -                | -                | -                | -                | 3                | 0                |
| 通算             | ポルトガル                 | ポルトガル       | プリメイラ              | 62               | 17               | 5                | 1                | 0                | 0                | 67               | 18               |
| 通算             | ポルトガル                 | ポルトガル       | セグンダ                | 35               | 10               | 7                | 5                | 1                | 0                | 43               | 15               |
| 通算             | ポルトガル                 | ポルトガル       | ブラガFAオンラ・セリエA | 56               | 27               | -                | -                | -                | -                | 56               | 27               |
| 通算             | フランス                   | フランス         | Div.4 グループC         | 20               | 4                | -                | -                | 0                | 0                | 20               | 4                |
| 通算             | スペイン                   | スペイン         | セグンダ                | 2                | 0                | 2                | 0                | -                | -                | 4                | 0                |
| 通算             | ロシア                     | ロシア           | プレミア                | 20               | 3                | 2                | 0                | -                | -                | 22               | 3                |
| 通算             | セルビア                   | セルビア         | スーペル                | 43               | 27               | 3                | 1                | -                | -                | 46               | 28               |
| 通算             | 日本                       | 日本             | J1                      | 62               | 23               | 15               | 8                | 8                | 9                | 83               | 36               |
| 通算             | トルコ                     | トルコ           | スュペル・リグ          | 0                | 0                | 3                | 1                | -                | -                | 3                | 1                |
| 総通算           | 総通算                     | 総通算           | 総通算                  | 300              | 111              | 32               | 16               | 9                | 9                | 341              | 136              |

- Jリーグ初出場・初得点：2017年2月25日 J1第1節 対浦和戦（日産スタジアム）

## タイトル
ジル・ヴィセンテFC
- リーガプロ：1回（2010-11）

レッドスター・ベオグラード
- セルビア・スーペルリーガ：1回（2015-16）

個人
- リーガプロ得点王：1回（2010-11）
- セルビア・スーペルリーガMVP：1回（2015-16）
- セルビア・スーペルリーガベストイレブン：1回（2015-16）